# Фазенда Лайф
«Фазенда Лайф (до 1 октября 2017 года — «Фазенда») — телевизионная программа о дачной жизни и о том, как сделать её лучше. Выходит на канале «Мир» с 25 августа 2019 года. Продолжительное время (с 21 мая 2006 по 1 октября 2017 года) выходила на «Первом канале» под названием «Фазенда». Идея программы позаимствована продюсером Машей Шаховой у аналогичных западных программ.
В программе украшают дачи и дачные участки обычных людей. В каждом выпуске приглашается новый дизайнер.
Бывшие ведущие программы: актёр Сергей Колесников и садовод-кулинар Андрей Туманов.
С 14 октября 2012 по 1 октября 2017 года программу вёл телеведущий и музыкант Роман Будников. В программе также участвовали кулинар Влад Пискунов и садовод-телеведущая Ольга Платонова.
С 25 августа 2019 года программу ведёт музыкант, участник группы «Hi-Fi» Тимофей Пронькин.

## Время выхода в эфир
- С 21 мая 2006 по 1 октября 2017 года программа выходила на «Первом канале».
  - С 21 мая по 2 июля 2006 года программа выходила по воскресеньям в 11:20/11:30.
  - С 8 июля по 23 декабря 2006 года программа выходила по субботам в 10:30.
  - С 11 марта 2007 по 28 февраля 2010 года программа выходила по воскресеньям в 11:20.
  - С 21 марта по 29 августа 2010 года программа выходила по воскресеньям в 12:10.
  - С 5 сентября 2010 по 2 июля 2017 года программа выходила по воскресеньям в 11:20/11:25/11:30/12:45.
  - С 23 июля по 20 августа 2017 года программа выходила по воскресеньям в 12:10.
  - С 27 августа по 1 октября 2017 года программа выходила по воскресеньям в 11:25.
- С 25 августа 2019 года программа выходит на телеканале «Мир» по воскресеньям в 9:25.

## Закрытие
Последний выпуск на первой кнопке вышел 1 октября 2017 года. Место передачи в сетке вещания «Первого канала» заняло новое кулинарное шоу «Моя мама готовит лучше». О закрытии 12 октября 2017 года сообщила арт-директор передачи Екатерина Савкина в социальной сети Facebook.
Мария Шахова прокомментировала закрытие программы следующим образом:
Дело в том, что программа «Фазенда» выходила почти 12 лет, это огромный срок. И вроде бы с ней было всё в порядке, но я просто стала ощущать, что она стала устаревать. <…> Потому что коллеги просто не понимают, в чём смысл этого слова, почему мы так рады от этого слова, радуемся ему. И сама стилистика передачи стала устаревать, и манера ведения, и манера съёмки, и манера монтажа, и идеи, которые мы пытались втиснуть в эту программу. <…> И вот когда стало понятно, что все эти изменения надо делать, пришлось прекратить программу «Фазенда», которую мы все любили и жили этой программой столько лет.
С 14 января по 4 марта 2018 года на «Первом канале» по воскресеньям выходила похожая по концепции программа «Дорогая переДача» с Владиславом Балюком, в создании которой также участвовала компания Марии «Агентство Маши Шаховой».

## Похожие передачи
- С 12 октября 2008 года по воскресеньям на НТВ выходит программа «Дачный ответ», созданная командой программы «Квартирный вопрос», выходящей на том же телеканале с 2001 года.